# مركز كرة المضرب للحديقة الأولمبية
مركز كرة المضرب في بكين داخل الحديقة الأولمبية أنشأ خصيصا لأجل أولمبياد بكين 2008 وتقام فيه لعبة كرة المضرب وتبلغ مساحته الإجمالية 2514 متر مربع ويحتوي 17400 مقعد ثابت، بدأ الإنشاء فيه مارس 2006 وانتهت الأعمال في أكتوبر 2007.